# 1848 في فرنسا
فيما يلي قوائم الأحداث التي وقعت خلال عام 1848 في فرنسا.

## سياسة

### تعيين في المنصب
- 24 فبراير – أدولف تيير head of government of France ‏.
- 24 فبراير – جاك شارل دوبون دو لور head of government of France ‏، رئيس فرنسا.
- 24 فبراير – ماتيو موليه head of government of France ‏.
- 2 مارس – جوزيف سيمون مدير المسرح الكوميدي الفرنسي [الإنجليزية]‏.
- 23 أبريل – ديفيد د. أنجرز نائب فرنسي.
- 9 مايو – فرانسوا أراغو head of government of France ‏.
- 28 يونيو – لويس أوجين كافينياك head of government of France ‏، رئيس فرنسا.
- 20 ديسمبر – نابليون الثالث رئيس فرنسا.

### انتهاء فترة المنصب
- 1 يناير – كلود بوييي نائب فرنسي.
- 23 فبراير – فرانسوا جيزو head of government of France ‏،نائب فرنسي.
- 24 فبراير – أدولف تيير head of government of France ‏.
- 24 فبراير – ماتيو موليه head of government of France ‏.
- 9 مايو – جاك شارل دوبون دو لور head of government of France ‏، رئيس فرنسا.
- 24 يونيو – فرانسوا أراغو head of government of France ‏.
- 11 أكتوبر – جوزيف سيمون مدير المسرح الكوميدي الفرنسي [الإنجليزية]‏.
- 20 ديسمبر – لويس أوجين كافينياك head of government of France ‏، رئيس فرنسا.

## كتب
من الكتب التي صدرت هذه السنة في فرنسا:
- 1 يناير – غادة الكاميليا من تأليف ألكسندر دوما.

## مواليد

### يناير
- 28 يناير – جول ايميه باتاندييه عالم نبات فرنسي.

### فبراير
- 16 فبراير – أوكتاف ميربو صحفي فرنسي.

### أبريل
- 8 أبريل – أدمون بونيت عالم نبات فرنسي.
- 10 أبريل – إيبارتين أوكلار
- 30 أبريل – أوجين سيمون

### يونيو
- 7 يونيو – بول غوغان
- 21 يونيو – كريستيان ارنست ستال عالم نبات ألماني.

### يوليو
- 15 يوليو – فيلفريدو باريتو
- 21 يوليو – غوستاف بلوخ مؤرخ فرنسي.

### أغسطس
- 19 أغسطس – غوستاف كاييبوت رسام فرنسي.

## وفيات

### مارس
- 27 مارس – غابرييل بيبرون (مواليد 1805)

### مايو
- 21 مايو – بيير وانتزل (مواليد 1814) رياضياتي فرنسي.

### يوليو
- 4 يوليو – الفيكونت دوشاتوبريان (مواليد 1768)